# Ооржак, Херел-оол Дажы-Намчалович
Херел-оол Дажы-Намчалович Ооржак  (род. 22 октября 1947) — доктор педагогических наук, профессор кафедры теоретических основ физической культуры, заслуженный работник физической культуры Российской Федерации, заслуженный работник образования Республики Тыва, Заслуженный работник науки и образования РАЕ, отличник физической культуры и спорта Российской Федерации и Монголии, член Петровской Академии наук и искусств Санкт-Петербурга.

## Биография
Родился 22 октября 1947 года в селе Алдан-Маадыр Сут-Хольского района Тувинской автономной области. В 1968 году поступил на факультет физической культуры и спорта Красноярского государственного педагогического института. В 1972 году, окончив институт, начал работать преподавателем физической культуры Тувинского сельскохозяйственного техникума. В 1975 году пригласили работать преподавателем физического воспитания Кызылского филиала Красноярского политехнического института. В 1979 году поступил в очную аспирантуру Всесоюзного научно-исследовательского института физической культуры в Москве, в 1982 году защитил кандидатскую диссертацию на тему «Система организации физкультурно-спортивной работы с населением по месту жительства на основе использования национальных видов спорта» под руководством Ивана Ивановича Переверзина. В 2001 году профессор Ооржак Х. Д-Н. открыл аспирантуру на факультете физической культуры и спорта Тувинского государственного университета по специальности 13.00.04. — «Теория и методика физического воспитания, спортивной тренировки, оздоровительной и адаптивной физической культуры». С 15 июля 1998 года по 2011 год он был членом диссертационного совета по защите диссертаций на соискание ученых степеней кандидата и доктора наук при Кызылском государственном педагогическом университете. В Тувинском государственном университете занимал должности: заведующего кафедрой физической культуры, доцента кафедры физического воспитания, декана факультета начального образования, декана факультета физической культуры и спорта, декана сельскохозяйственного образования, проректора по научной работе, проректора по качеству образования, профессором кафедры теории и методики физической культуры, с 2011 года директор Кызылского педагогического института ТувГУ. Он с 2000 года является членом спортивно-оздоровительного клуба «Ветеран».

## Деятельность
Основные направления научной деятельности Х. Д.-Н. Ооржака: теория и методика традиционной физической культуры тувинского народа, в том числе национальной борьбы «Хуреш»; этнопедагогика физической культуры народов Южной Сибири и Западной Монголии. Для достижения цели он широко использовал современные методы научного исследования, например, метод системного подхода. Результатом является успешная защита докторской диссертации на тему «Этнопедагогические проблемы физической культуры народов Южной Сибири» на кафедре теории и методики физической культуры Санкт-Петербургской государственной академии физической культуры (ныне СПб ГУФК им П. Ф. Лесгафта) в 1996 году. Вот уже в течение 20 лет он является единственным доктором педагогических наук в Республике Тыва. За годы научно-педагогической деятельности Ооржак Х. Д-Н имеет более 170 опубликованных научных трудов: 4 монографии, 6 книг, 24 учебно-методических работ и более 138 научных статей. Под его руководством вышли: 1 доктор педагогических наук из Монголии, 4 кандидата педагогических наук, осуществляет научное руководство над 6 аспирантами и 4 соискателями. Ооржак Херел-оол Дажы-Намчалович — ученый педагог по физической культуре и спорту вносит большой вклад в подготовку высококвалифицированных тувинских спортсменов. Постоянно проводит занятия по теории и практике со сборными командами по видам единоборства. Благодаря его помощи были подготовлены чемпионы России, Европы и мира: Санаа Мерген, Сат Опан, Тюлюш Хаяа, Доктугу Диана, Ооржак Айдын, Ооржак Сергек и др.

## Награды и звания
- Орден LABORE ET SCIENTIA (ТРУДОМ И ЗНАНИЕМ)
- медаль «60 лет Монголо-Российской дружбы»
- заслуженный работник образования Республики Тыва
- заслуженный работник физической культуры Российской Федерации
- Заслуженный работник науки и образования РАЕ
- отличник физической культуры и спорта Российской Федерации и Монголии